# Pakistan International 2016
Die Pakistan International 2016 im Badminton fanden vom 18. bis zum 21. Oktober 2016 in Islamabad statt.

## Sieger und Platzierte
| Disziplin    | Gold                           | Silber                                    | Bronze                         |
| ------------ | ------------------------------ | ----------------------------------------- | ------------------------------ |
| Herreneinzel | Rizwan Azam                    | Muhammad Irfan Saeed Bhatti               | Syed Shabbar Hussain           |
| Herreneinzel | Rizwan Azam                    | Muhammad Irfan Saeed Bhatti               | Muhammad Muqeet Tahir          |
| Dameneinzel  | Palwasha Bashir                | Mahoor Shahzad                            | Nangsal Tamang                 |
| Dameneinzel  | Palwasha Bashir                | Mahoor Shahzad                            | Saba Rasheed                   |
| Herrendoppel | Rizwan Azam Sulehri Kashif Ali | Muhammad Irfan Saeed Bhatti Azeem Sarwar  | Muhammad Atique Awais Zahid    |
| Herrendoppel | Rizwan Azam Sulehri Kashif Ali | Muhammad Irfan Saeed Bhatti Azeem Sarwar  | Anjum Bashir Amir Saeed        |
| Damendoppel  | Palwasha Bashir Saima Manzoor  | Sidra Hamad Khizra Rasheed                | Sara Mohmand Mahoor Shahzad    |
| Damendoppel  | Palwasha Bashir Saima Manzoor  | Sidra Hamad Khizra Rasheed                | Ghazala Saddique Javeria Tahir |
| Mixed        | Ratnajit Tamang Nangsal Tamang | Muhammad Irfan Saeed Bhatti Mehmona Ameer | Murad Ali Saba Rasheed         |
| Mixed        | Ratnajit Tamang Nangsal Tamang | Muhammad Irfan Saeed Bhatti Mehmona Ameer | Rizwan Azam Sara Mohmand       |